# ديفيد لونغ
ديفيد لونغ (بالإنجليزية: David Long)‏ هو عازف مندولين أمريكي، ولد في 1975.

## وصلات خارجية
- ديفيد لونغ على موقع ميوزك برينز (الإنجليزية)
- ديفيد لونغ على موقع ديسكوغز (الإنجليزية)